# Жаманколь (село)
Жаманко́ль (каз. Жаманкөл) — село у складі Хобдинського району Актюбінської області Казахстану. Входить до складу Жарицького сільського округу.
У радянські часи село називалось Краснояр.
Населення — 25 осіб (2021; 92 у 2009, 174 у 1999, 302 у 1989).